# Нікітін Дмитро Олегович
Дмитро Олегович Нікітін (31 липня 1999) — український легкоатлет, що спеціалізується у стрибках у висоту.

## Виступи на основних міжнародних змаганнях
| Рік  | Чемпіонат                                    | Місце проведення     | Місце    | Результат |
| ---- | -------------------------------------------- | -------------------- | -------- | --------- |
| 2015 | Чемпіонат світу серед юнаків                 | Калі, Колумбія       | 2        | 2.18 м    |
| 2015 | Європейський юнацький олімпійський фестиваль | Тбілісі, Грузія      | 1        | 2.12 м    |
| 2016 | Чемпіонат Європи серед юнаків                | Тбілісі, Грузія      | 3        | 2.16 м    |
| 2017 | Чемпіонат Європи серед юніорів               | Гроссето, Італія     | 2        | 2.28 м    |
| 2018 | Чемпіонат світу серед юніорів                | Тампере, Фінляндія   | 9        | 2.16 м    |
| 2019 | Чемпіонат Європи серед молоді                | Євле, Швеція         | 7        | 2.16 м    |
| 2021 | Чемпіонат Європи в приміщенні                | Торунь, Польща       | 5        | 2.23 м    |
| 2023 | Чемпіонат світу                              | Будапешт, Угорщина   | 28 (кв.) | 2.18 м    |
| 2024 | Чемпіонат Європи                             | Рим, Італія          | 14 (кв.) | 2.17 м    |
| 2025 | Чемпіонат Європи в приміщенні                | Апелдорн, Нідерланди | 5        | 2.26 м    |